# Escopa
Escopa é um jogo de cartas italiano, e o segundo principal jogo da Itália (atrás apenas de Briscola). Também é popular na Argentina e no Brasil, na variação Scopa di Quindici, trazido por imigrantes italianos. Também é jogado em antigas colônias italianas, como Líbia e Somália, e alguns outros países, como a Tunísia, com cartas de aparência diferente. É jogado com um baralho Italiano padrão de 40 cartas, na maioria das vezes entre dois jogadores ou duas duplas, mas também pode ser jogado entre 3 e 6 pessoas.
O nome scopa significa "vassoura" em italiano, já que ao fazer uma escopa significa todas as cartas da mesa foram "varridas".

## História
Escopa já era bem conhecida na Itália no século 18, mas não há evidências anteriores de sua origem.

## Cartas

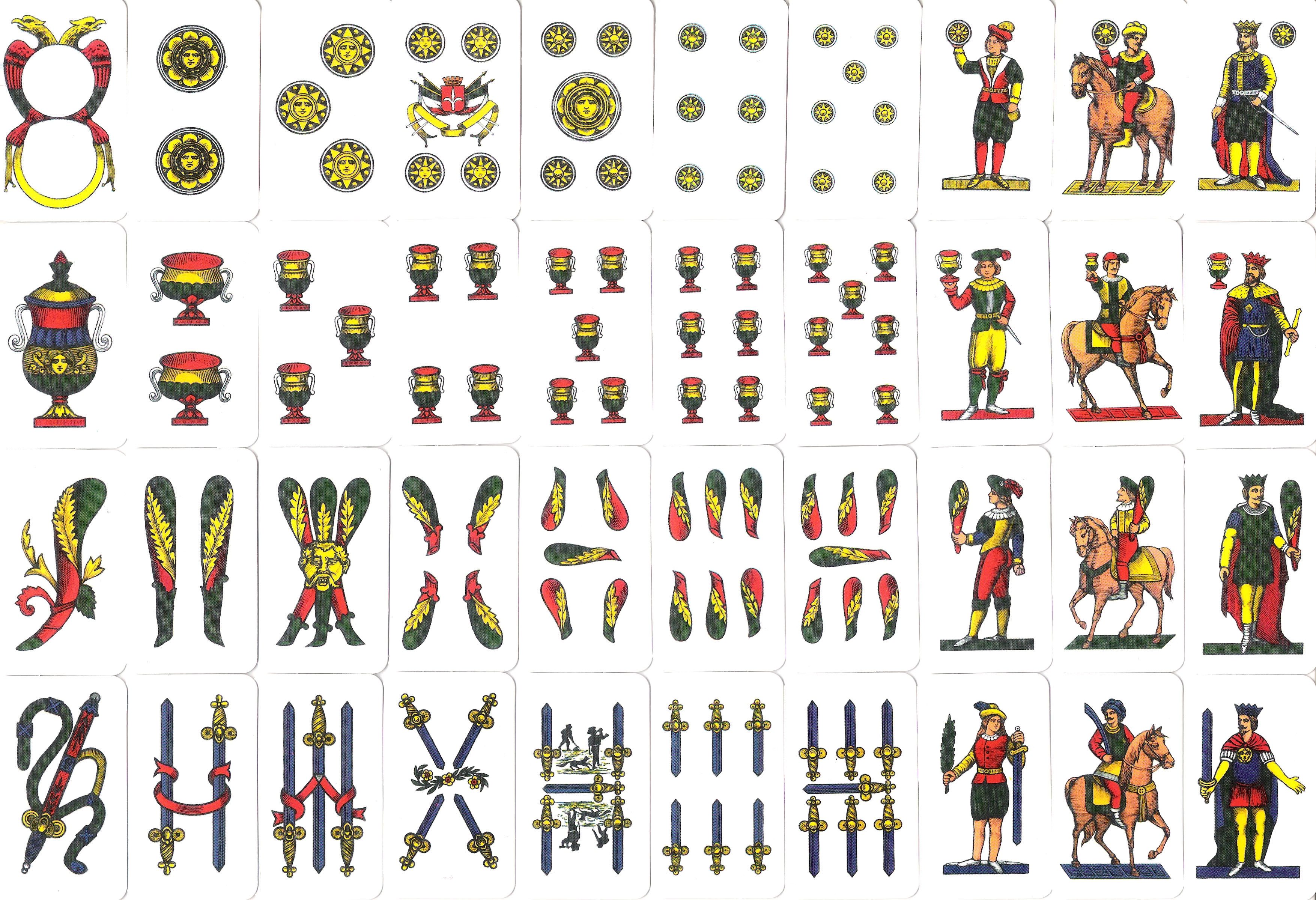
Jogo de 40 cartas Napolitano com os naipes Denari, Bastoni, Coppe e Spade em cada linha

Um baralho Italiano consiste de 40 cartas, divididas em quatro naipes. Baralhos italianos podem ser do tipo Neapolitan, Piacentine, Triestine, e Sicilian, e possuem naipes equivalentes ao baralho francês: Coppe (Copas), Ori ou Denari (Ouros ou moedas), Spade (Espadas) e Bastoni (Paus).
Os valores das cartas variam numericamente de um a sete (indicados pelo número de elementos em cada carta), mais as três cartas de figuras: Valete [Fante] vale 8 - Cavalo [Cavallo] nos baralhos napolitanos -, Dama [Donna] vale 9, e o Rei [Re] vale 10. Como o naipe de Ouros é importante na contagem de pontos, suas cartas também são chamadas de "bello": "il sette bello" é o sete de ouros, "il'asso bello" é o Ás de ouros.

## Regras
Se os jogadores formam duplas, devem se sentar de frente um para o outro. Escolhe-se o jogador que vai cartear.

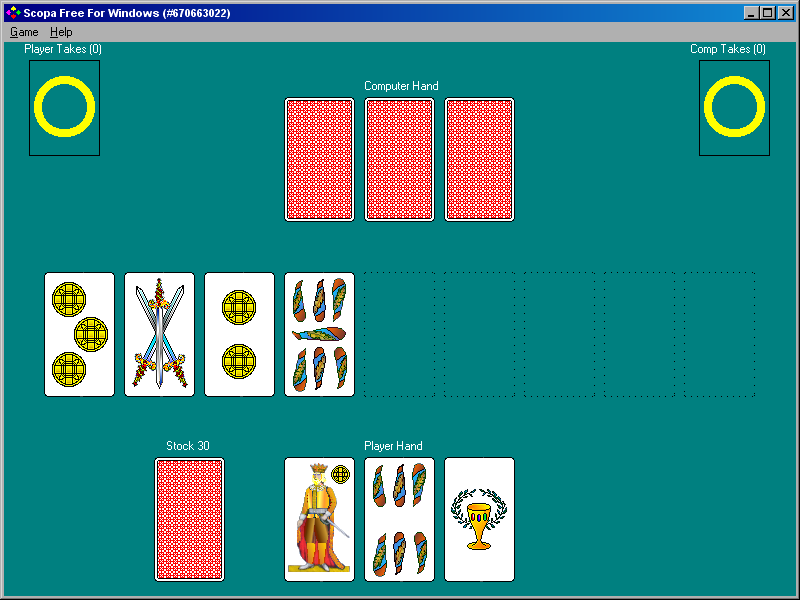
Armação inicial do jogo entre dois jogadores mostrada no programa de computador ScoppaFree v1.06 para Windows

Cada jogador recebe três cartas. Quatro cartas são postas viradas para cima na mesa. Caso as cartas na mesa sejam três ou quatro reis o jogo é inválido, as cartas devem ser recolhidas e re-embaralhadas. É normal organizar as cartas da mesa tanto em uma linha com as quatro, quanto em duas linhas com duas cartas (um quadrado 2x2).
O jogador à direita do carteador começa a jogar. Esse jogador têm duas opções:
- Coloca uma carta na mesa
- Joga uma carta para capturar (trocar) uma ou mais cartas

A captura é feita ao comparar o valor da carta jogada com as cartas da mesa. Tanto a carta jogada quanto a(s) capturada(s) são viradas para baixo e movidas para o monte de cartas capturadas na frente do jogador. Cada jogador deve mover as cartas para seu próprio monte. Essas cartas estão fora do jogo e só serão viradas no final, para calcular os pontos. Para capturar é preciso que a soma dos valores seja exata (nem faltar nem sobrar).

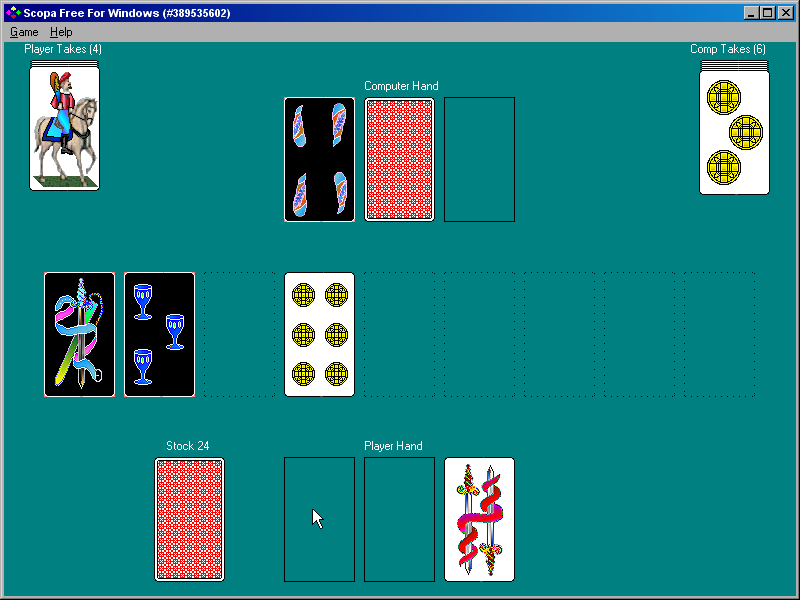
O oponente está capturando duas cartas (destacadas com cores invertidas) com uma carta (também destacada) de sua mão (1+3=4)

Por exemplo: Um jogador têm na mão um 2 de ouros (♦), 5 de espadas (♠) e 7 de paus (♣). Na mesa há um ás de ouros, 5 de paus e 6 de espadas. As opções do jogador são:
- Colocar o 2 de ouros na mesa;
- Capturar o 5 de paus usando o 5 de espadas, e colocar as duas cartas no seu monte;
- Capturar o 6 de espadas e o ás de ouros usando o sete de paus, e colocar as duas cartas no seu monte.

Não é legal colocar na mesa uma carta que tem a possibilidade de capturar. No exemplo anterior, o jogador não é obrigado a capturar com o sete de paus ou o 5 de espadas, mas também não pode colocar essas cartas na mesa como pode fazer com o 2 de ouros. Também não é possível passar a vez, se não for houver uma captura legal, ele deve colocar uma na mesa.
Se um jogador captura as últimas cartas da mesa, ele varreu (scopa), e tem um ponto adicional (exceto se essa for a última carta da mão do jogador, da última mão - não houver cartas para reabastecerem depois).
Em uma situação onde uma carta tem várias possibilidades da captura, o jogador é forçado a dar preferência ao menor número de cartas.
Por exemplo: Se as cartas na mesa são 1(ás), 3, 4 e 8(valete), e o jogador joga outro valete de sua mão, ele não pode capturar o 1, 3 e 4, apenas o outro valete, mesmo que a soma dos valores sejam iguais. Ele também poderia jogar outra carta para colocar na mesa ou para fazer outra captura, ele não é forçado a capturar. Porém, optando pela captura, deve pegar o menor número possível de cartas. Na variante Cirulla não há essa regra.
Quando todos os jogadores ficam sem cartas, o carteador distribui mais três (ou mais) cartas, novamente começando pela sua direita, e o jogo é retomado. Isso é repetido até as cartas do baralho acabarem. A mesa não é reabastecida com cartas: se as cartas na mesa acabaram, significa que o próximo jogador não tem capturas legais e deve colocar uma carta na mesa.
Quando o carteador joga a última carta do último round, o último jogador a capturar é recompensado com as cartas restantes na mesa, e então se calculam os pontos.

## Pontuação
Os pontos são calculados quando as cartas do baralho acabam. Se o jogo for feito em duplas, a pontuação de cada parceiro é feita junta. Os jogadores ganham um ponto para cada "scopa".
O jogador pode fazer até quatro pontos segundo os seguintes critérios, cada um valendo um ponto:
- Capturou o maior número de cartas;
- Capturou o maior número de cartas do naipe de ouros;
- Capturou o Sete de ouros ("sette bello");
- Obteve o melhor número (ver abaixo).

Se dois jogadores ou duplas ou mais capturaram o mesmo número de cartas, ou o mesmo número de cartas de ouros, ou o melhor número igual, nenhum deles ganha o ponto extra.
O "número" de cada jogador ou dupla é determinado ao selecionar a "melhor" carta segundo uma tabela de pontos separada, sendo a mais popular:
| Valor da Carta        | Pontuação |
| --------------------- | --------- |
| 🃇 Sete                | 21        |
| 🃆 Seis                | 18        |
| 🃁 Ás                  | 16        |
| 🃅 Cinco               | 15        |
| 🃄 Quatro              | 14        |
| 🃃 Três                | 13        |
| 🃂 Dois                | 12        |
| 🃋🃍🃎 Cartas de figuras | 10        |

Se uma dupla captura o sete de ouros e de copas, o seis de paus e o ás de espadas, o número dessa dupla é 21 + 21 + 18 + 16 = 76. Se esse for o maior número pontuado, a dupla ganha um ponto (mais outro ponto por ter pego o sete de ouros).
Existem outras tabelas de pontos para determinar o número da dupla. A maioria usa o mesmo ranking apresentado acima, mas com valores de pontuação diferentes (como 0 pontos para cartas de figuras ao invés de 10).
Uma variante popular na América é dar um ponto para quem tiver capturado o maior número se Setes (ignorando a tabela). Se empatar, avalia-se quem capturou o maior número de Seis, depois Ás, etc.
O sete de ouros é obviamente a carta mais valiosa do jogo, e sozinha ajuda a compor todos os quatro pontos. Um jogador ou dupla pode pode obter o melhor número da tabela mesmo com um único sete mas outras cartas úteis. Se um jogador ou dupla têm três Setes (3x21 = 63) e nenhuma outra carta, os oponentes podem obter um número melhor com um Sete (21) e três Áses (3x16), somando 69. Assim, é uma estratégia comum capturar Áses e Seis sempre que possível.
Scopas - Em adição aos quatro pontos descritos acima, um jogador ou dupla têm pontos adicionais para cada "scopa" realizada. Uma scopa é recompensada quando um jogador consegue limpar todas as cartas da mesa. Limpar a mesa com a última carta da última mão (quando todo o baralho já foi utilizado para reabastecer) não é contado como uma scopa. É comum que, ao realizar uma scopa, o jogador deixe uma carta virada para cima em seu monte de capturas, para se lembrar na hora da contagem.
O jogo ocorre até que um jogador ou dupla tenha pelo menos onze pontos e tenham mais pontos que qualquer outro. Nenhum ponto, inclusive scopas, são dados durante o jogo; eles devem ser todos calculados no fim de uma rodada. Por essa razão, se a pontuação corrente for 10 a 9, e a dupla liderando faz uma scopa, não podem clamar imediatamente a vitória. Ainda é possível ao outro time empatar ou até virar o jogo quando todos os pontos forem calculados.
Em alguns lugares na Itália, antes do jogo começar os jogadores concordam em jogar segundo a variação capotto. Nessa variação, se uma dupla está ganhado de sete pontos a zero, o jogo é considerado finalizado antes dos onze pontos, e o time liderando vence. 
Também é possível combinar um valor limite diferente, geralmente com incrementos de cinco ou dez, como 16, 21, ou 31 pontos.

## Variações
Existem muitas variações de Escopa. Como não há regras oficiais, é bom que todos os jogadores concordem e saibam as regras antes de iniciarem um jogo. Muitas das variações podem ser combinadas. Por exemplo, uma variação comum na área de Milão combina "Scopone scientifico", "Scopa d'Assi" e "Napola".

### Jogando com Baralho francês
Quando se joga com um baralho francês comum de 52 cartas, 12 cartas precisam ser removidas. O mais fácil para jogadores novatos é remover as cartas com figuras, e então jogar com cartas que vão do Ás ao Dez. O mais tradicional é remover os Oitos, Noves e Dez do baralho, com o Valete valendo 8, a Dama 9 e o Rei 10.

### Scopa d'Assi(Asso piglia tutto)
Nessa versão, jogar um Ás captura todas as cartas que estiverem na mesa (porém não conta como scopa).
Pode acontecer de já haver um Ás na mesa quando alguém joga outro. Nesse caso, as regras variam sobre se o jogador ainda pode pegar todas as cartas, mas geralmente ele pode pegar apenas o Ás. Esse evento, que todos os jogadores vão tentar evitar, se chama queimar um Ás.

### Scopone
Nesse jogo, que deve ser jogado entre duas duplas, os jogadores recebem todos nove cartas no início de cada round. O jogo prossegue ao redor da mesa até que todos os jogadores fiquem sem cartas.
Em ainda outra versão, chamada Scopone scientifico, os jogadores recebem dez cartas cada, de maneira que não sobra nenhuma na mesa - os primeiros a jogar precisam colocar cartas nela. É muito usado junto da scopa d'Assi.

### Napola(Scopone Trentino)
Um jogador ou dupla que captura o Ás, Dois e Três de Ouros consegue a Napola, e é recompensado com o número de pontos da carta de ouros mais alta consecutiva que obtiveram. 
Por exemplo, se um time captura o Ás, 2, 3, 4, 5 e 8 de Ouros, ganham Cinco pontos adicionais.
Por causa do alto número de pontos por jogo, ele é jogado até 21 pontos, e não 11. Algumas vezes uma dupla consegue capturar todas as 10 cartas de Ouros e ganham imediatamente.

### Pontos Adicionais
Na versão do Re Bello (Rei bonito), o Rei de Ouros também conta um ponto, assim como o Sete de Ouros.
Em algumas regiões da Calabria (especialmente perto de Cosenza), um ponto é dado para quem conseguir Sete de Paus junto do Sete de Ouros.

### Scopa di Quindici
Nessa versão, a carta jogada não captura cartas que somam o seu próprio número. Ao invés disso, captura qualquer combinação de cartas que junto dela mesma soma 15.
Por exemplo, se houver na mesa: A, 3, 5 7; jogar um 2 captura o A, 5 e o 7 (2 + 1 + 5 + 7 = 15), e as três cartas capturadas e o dois vão para o monte de capturas do jogador.

### Cirulla(emLigurianocirollaouciammachinze)
É a variante mais comumente encontrada na Ligúria áreas próximas, como a Baixa Pidemonte, e é geralmente jogada com o baralho de 40 cartas Genovês com 2, 3 ou 4 jogadores. Essa variação combina elementos da Scopa tradicional, Scopa a Quindici, Scopa d'Assi e Napola, e premia com mais pontos para combinações ainda na mão ou capturadas.

#### Captura
Cartas em Cirulla podem ser capturadas com uma de três maneiras:
- Captura Simples - Como em Scopa, uma carta pode capturar outra de mesmo valor, ou várias que somam até o mesmo. Quando uma única carta captura combinações diferentes de cartas, os jogadores podem escolher a que mais lhes convir. Eles não são forçados a capturarem o menor número de cartas possível. Assim, com J, 5 e 3 na mesa, jogar um J permite capturar tanto o outro J quanto o 3 e o 5.
- Regra de quinze - Similar ao Scopa a Quindici, uma carta na mão pode capturar uma ou mais cartas que juntas somam 15. Similar à regra acima, quando há mais de uma captura disponível, os jogadores podem escolher.
- Captura de Ás - Jogar um Ás permite ao jogador capturar todas as cartas da mesa, e conta como scopa (vale um ponto). Essa captura só é possível a menos que já haja outro Ás na mesa - caso em que jogar um Ás permite capturar apenas o Ás que está na mesa (ou ser usado para fazer a "regra de quinze", se disponível).

Quando várias capturas são possíveis, os jogadores são livres para escolhes a que melhor lhes convir, exceto no caso da "Captura com Ás" que não pode pegar todas as cartas se houver outro Ás na mesa.
Por exemplo - Se houver dois Setes na mesa, jogar um Ás é possível tanto pela captura com Ás quanto pela Regra de quinze. Porém, se houver um Ás, já não é possível, apenas caso o jogador queira capturar o outro ás com o seu próprio. Se houver porém, um Rei (10), 3 e um Ás, jogar um outro Ás pode capturar a mesa inteira pela regra de quinze.

#### Bônus
Há duas mãos bônus disponíveis que premiam algumas combinações na mão:
- Bônus de três pontos (em Liguriano, barsega ou boña da trei) - São premiados jogadores que tiverem em mãos cartas que somem menos que 10.
- Bônus de Dez pontos (boña de dexe) - São premiados jogadores que seguram três cartas do mesmo valor.

Tais bônus devem ser declarados na sua própria vez, antes do jogador que segura as cartas jogar a primeira carta (tipicamente isso é feito batendo na mesa) e o jogador que anuncia deve mostrar a mão e deixá-las viradas para cima. Nos casos raros de uma mão se qualificar para ambos os bônus (por exemplo. três cartas de 3), apenas o bônus de 10 pontos é aplicado, mas variações dessa regra existem.
Mais dois bônus estão disponíveis ao carteador, como método de balancear o fato de jogadores nesse papel geralmente estarem em desvantagem:
- Bônus de uma scopa - Se as quatro cartas que o carteador pôs na mesa no início do jogo somam 15, o carteador as captura e marca uma scopa.
- Bônus de duas scopas - Se as quatro cartas que o carteador pôs na mesa no início do jogo somam 30, o carteador as captura e marca duas scopas.

Para ajudar nos dois bônus de combinações na mão e nos dois bônus do carteador, o Sete de Copas (7♥) conta como curinga (em Liguriano, poncin, em Italiano matta) e podem fazer o papel de qualquer outra carta que o jogador escolher, desde que permitam a ele pontuar um dos quatro bônus.
Por exemplo, um jogador segurando 'Q♦ Q♣ 7♥' pode dizer que o '7♥' é uma Dama, e se qualifica para o bônus de dez pontos. O '7♥' vai manter o valor declarado (nesse exemplo, uma Dama, que vale 9) pelo resto da mão, para efeito de capturas (pode por exemplo capturar um '6' já que 9 + 6 = 15), e após o fim da mão reverte o valor para '7♥' (ou em caso de captura, a carta volta a ser um '7♥'). Porém, um jogador segurando 'Q♦ K♣ 7♥' não pode tomar vantagem do '7♥' como curinga já que, não importa que valor ele venha a ter, não vai qualificar o jogador para nenhum bônus.

#### Pontuação
A pontuação é similar ao scopa padrão, com pontos sendo premiados por capturar mais cartas, mais Ouros, o '7♦', possuindo o melhor número e também para cada scopa.
Adicionalmente:
- Três pontos são dados pela captura das cartas 'A♦ 2♦ 3♦' (chamadas em Liguriano de a bassa e em Italiano de la piccola). Esse bônus pode ser estendido ao serem capturadas mais cartas na sequência, então 'A♦ 2♦ 3♦ 4♦' vale quatro pontos, até, 'A♦ 2♦ 3♦ 4♦ 5♦ 6♦', que vale seis pontos.
- Cinco pontos são dados pela captura de 'J♦ Q♦ K♦' (chamada em Liguriano de l'erta e em Italiano de la grande).

Com esse grande número de pontos sendo distribuídos, jogos de Cirulla tendem a ser assuntos tensos, onde situações aparentemente desesperadoras podem ser revertidas em uma questão de minutos. Como resultado, o jogo geralmente é jogado até que um jogador ou dupla alcance 51 pontos. Contudo, se um jogador ou dupla conseguir capturar todas as cartas de ouro em uma rodada, eles ganham imediatamente.

### Escopa Líbia
Escopa é muito popular na Líbia, e geralmente é jogada como mencionado acima, mas algumas variações locais geralmente são adicionadas, como:
- Varrer todas as dez cartas de Ouro (algumas vezes oito são o suficiente) reseta o oponente à zero;
- Jogadores contam scopas baseados no valor da carta mais alta (se a melhor carta tirada da mesa for 7, a scopa vale 7);
- Jogadores contam scopas baseados no número total de cartas envolvidas (se uma scopa varre 5 cartas, o número de pontos dela é 5.

### ShkobbaTunisiana
Trazida por imigrantes Italianos e Sicilianos o jogo é conhecido na Tunísia como shkobba, e é jogado com baralhos similares em aparência às cartas sicilianas. Shkobba é jogado com as mesmas regras, a mesma pontuação, mas mais comumente entre dois jogadores ou duas duplas. Shkobba é popular na Tunísia, especialmente durante o Ramadã.

### Pontuando o melhor número
Um grande número de variações da tabela de pontos é usado para calcular o melhor número, a maioria usando a mesma ordem de cartas. Uma variação notável é contar 0 pontos para cada carta com figuras.

### Pontuação final
Alguns jogam até 16 ou 21 pontos, ou até uma pontuação arbitrária acordada no ínicio do jogo.